# Orbara
Orbara település Spanyolországban, Navarra autonóm közösségben. Orbara Aria, Orbaizeta, Aribe és Hiriberri/Villanueva de Aezkoa községekkel határos. Lakosainak száma 29 fő (2024).

## Népesség
A település népessége az elmúlt években az alábbi módon változott:
| Lakosok száma | 59   | 57   | 54   | 44   | 48   | 41   | 40   | 33   | 32   | 29   |
|               | 2001 | 2004 | 2006 | 2009 | 2011 | 2014 | 2016 | 2019 | 2021 | 2024 |